# Корнуай

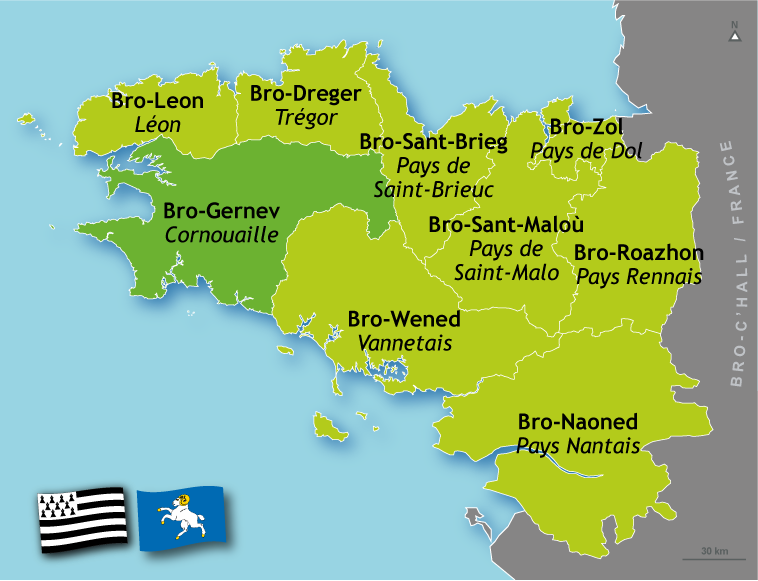
Местоположение на карте Бретани

Корнуай (фр. Cornouaille, брет. Bro-Gernev, англ. Cornwall, корнск. Kernow) — исторический регион на северо-западе Франции, департамент Финистер, в юго-западной части Бретани. Главный город — Кемпер. Название совпадает с французским названием герцогства Корнуолл на Британских островах, поскольку считается, что область была заселена мигрантами из тех краёв, которые принесли на материк корнуоллский язык, эволюционировавший в бретонский язык. В то же время британский Корнуолл по-французски называется «Les Cornouailles» во множественном числе, чтобы отличать его от соответствующего региона в Бретани.

## Происхождение названия
Корнуай был основан в начале средних веков в юго-западной части полуострова Бретань. Примерно в тот же период другие британские мигранты создали регион Думнония (лат. Dumnonia, фр. Domnonée) в северной части полуострова, получивший, согласно некоторым сведениям, название от названия британской области Девон. Аналогичные рассуждения имеют место и для области Гвенед, которая, как иногда утверждается, получила название от валлийского Гвинед, иначе Ванн, хотя это название могло происходить от названия народа венеды, жившего в тех краях (брет: Weneted).
В переводе с германского Корнуолла (Corn-whealas) означает «угол иностранцев». Впрочем, и сам полуостров называется Бретань, в смысле «Малая Британия», в противопоставление островной «Великой Британии». Кельты с Британских островов, прибывшие на материк, именовались Кернов (Kernow).

## История

Флаг Корнуай

Активные контакты между Арморикой (Бретань) и южной Англией отмечал уже Гай Юлий Цезарь. Местных британских воинов нанимал для участия в захватах земель ещё Магн Максим и селил в Арморике.
В VI веке тесные связи существовали между территориями Британии и Арморики. В легендах о короле Артуре часто упоминаются связи людей из Уэльса, с юга Ирландии, с юго-запада Англии и Бретани, см., например, историю о Тристане и Изольде.
Наличие в древнем Анжу области под названием «La Cornuaille» указывает на то, что это название распространялось на весь юг Бретани, а также на северный берег Думнонии в VI или VII веках.
На бретонском этот регион именовался Кернев (Kernev) или Бро-Гернев (Bro-Gernev), а на латыни — Корнугаллия (Cornugallia) или Корнубия (Cornubia).

## Корнуайская епархия
Название Корнуай означает епархию в Кенпере, которая сохранялась вплоть до Французской революции. Епархия охватывала более половины юга Финистера, распространялась на часть Морбигана и Кот-д'Армор. В ней были два архидиакона — один для Корнуай, другой — для Поэра. Также в ней были кантор, казначей, богослов и двенадцать каноников. Эта епископия была одной из самых бедных в Бретани. После Французской революции новая конституция создала епархию Финистер, упразднив епархию Кернев, то есть Корнуай; большая часть старой епархии была включена в новую.

## Корнуай сегодня
Сегодня Корнуай состоит из 218 муниципалитетов и насчитывает согласно последней переписи населения в 1999 году 456 307 человек, проживающих на площади 5 979 км². Название было официально принято в 2001 для той его части, которая располагается на юг от линии Шатолен — Скаэр (Châteaulin — Scaer), в которой находятся 112 муниципалитетов.